# جرنیماس میلوس
جرنیماس میلوس (به انگلیسی: Jeronimas Milius) (زاده ۱۱ اکتبر ۱۹۸۴) خواننده اهل لیتوانی است.
او در مسابقه آواز یوروویژن ۲۰۰۸ نماینده لیتوانی بود.